# Holm of Faray
La Holm of Faray è un isolotto delle Orcadi posto subito a nord di Faray.

## Geografia e geologia
Come Faray, anche la Holm of Faray è costituita da arenaria rossa ed effettivamente si presenta come una continuazione della vicina, da cui è separata tramite il Lavey Sound. Si possono distinguerne un "corpo" e una "testa", formate dalla East Bight e dalla West Bight, creando quasi due isole separate. Il punto di massima altitudine raggiunge i 16 m s.l.m. Poco distante, ad ovest, sorge la piccola Red Holm.
Il Sound of Faray la separa da Eday, mentre il Rapness Sound (ad ovest) e il Watherness Sound (a nord) la separano da Westray.